# Ronald Koeman
Ronald Koeman (Zaandam, 21 de março de 1963) é um técnico e ex-futebolista neerlandês que atuava como zagueiro. Atualmente comanda a seleção dos Países Baixos.
Koeman é um dos poucos a ter jogado nos três grandes e rivais clubes de seu país: Ajax, PSV Eindhoven e Feyenoord, mas o clube com o qual é mais identificado mundialmente é o Barcelona, da Espanha, equipe em que também passou mais tempo: seis anos.
Com 250 gols em 759 jogos, Koeman entra na lista dos zagueiros que mais fizeram gols na história do futebol, com ele sendo o defensor mais artilheiro da história do esporte.

## Carreira como jogador

### Groningen
Koeman começou no pequeno Groningen, um ano após seu irmão mais velho, Erwin, debutar no mesmo clube, fazendo sua estreia aos 17 anos e 183 dias em setembro de 1980 na vitória por 2 a 0 sobre o NEC na Eredivisie . Isso fez dele o terceiro jogador mais jovem da história do clube, depois de Piet Wildschut e Bert de Voogt. Deixou o clube com 33 gols em noventa jogos em suas três temporadas.

### Ajax
Após três anos, foi contratado pelo maior time do país, o Ajax.
No verão de 1986, Koeman, de 23 anos, trocou o Ajax pelo PSV junto com Gerald Vanenburg. As razões para isso foram um conflito sobre o método de trabalho do treinador Johan Cruijff,assim após três temporadas, conquistando o Campeonato Neerlandês em 1985, a Copa dos Países Baixos em 1986 e 3o gols em 114. aparições em todas as competições .

### PSV Eindhoven
Em 1986, transferiu-se para o PSV Eindhoven, então a terceira equipe do país em títulos. Koeman fez sua estreia oficial pelo PSV contra o Sparta Rotterdam. Exatamente uma semana depois, em 23 de agosto, ele marcou seu primeiro gol pela equipe de Eindhoven contra o Go Ahead Eagles. Sob o comando do então técnico Guus Hiddink, Koeman passou de meio-campista para Líbero. Em 15 de novembro de 1986, Koeman marcou seu primeiro hat-trick pelo PSV em uma partida vencida por 6-1 contra o RKC Waalwijk. Em sua primeira temporada em Eindhoven levou o título e o zagueiro marcou 16 gols.
No PSV viveria seus melhores momentos no futebol nacional, conseguindo um tricampeonato na Eredivisie iniciado logo em sua primeira temporada. Conseguiu também um bi na Copa dos Países Baixos em 1988 e 1989 e o mais importante, o primeiro (e único) título da equipe da Philips na Copa dos Campeões da UEFA, em 1988. O clube finalmente juntava-se aos rivais Ajax e Feyenoord, que já possuíam títulos no mais importante torneio europeu de clubes.

### Barcelona

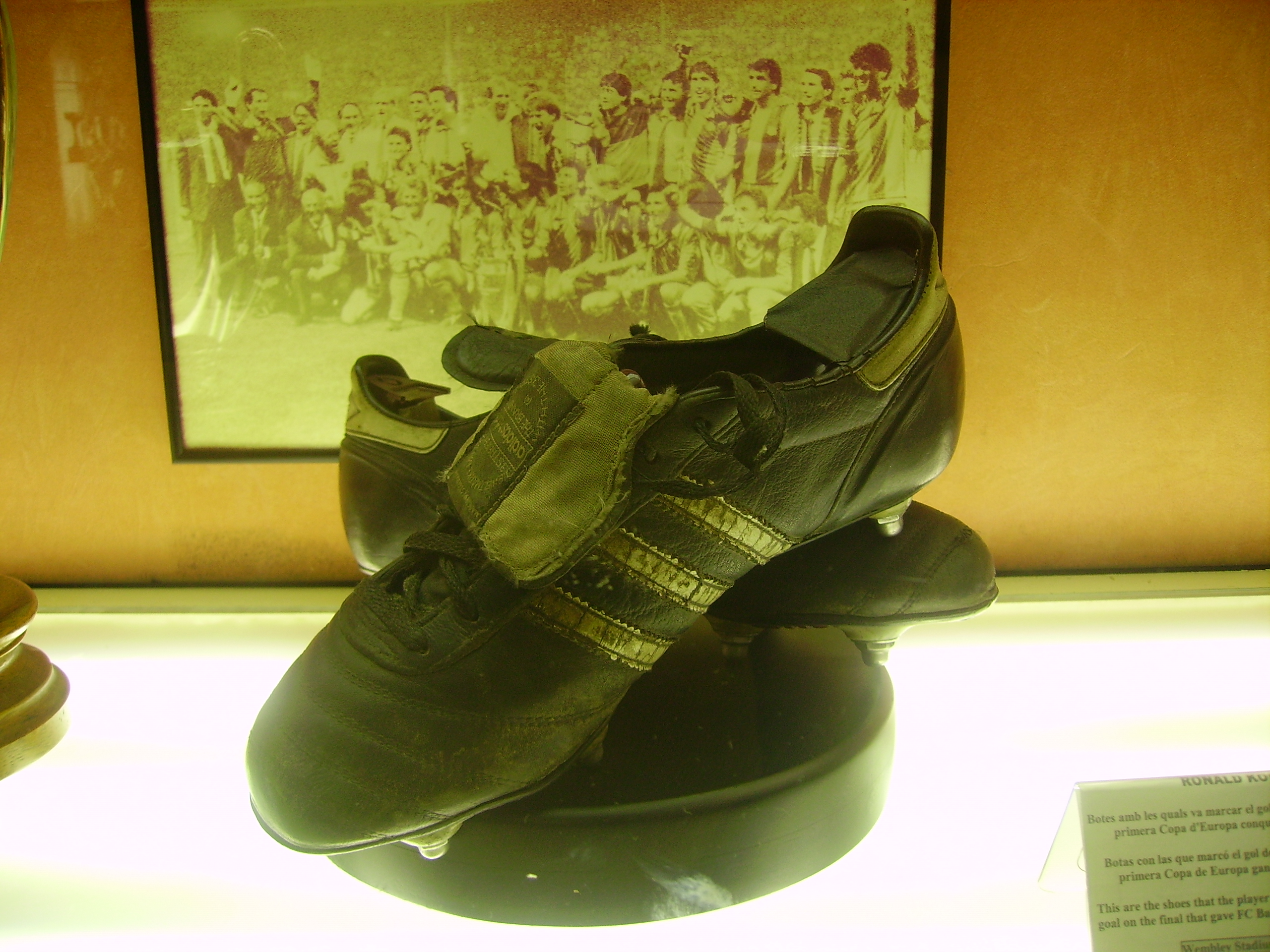
O par de chuteiras que Koeman usou na final da Taça dos Clubes Campeões Europeus de 1991–92 em exposição no Museu do Barcelona.

Seu excelente desempenho no PSV chamou a atenção de seu compatriota Johan Cruijff, que treinava o Barcelona. Cruijff chamou-o para o clube catalão em 1989. Koeman e Cruijff participariam ativamente do renascimento do time, que vivia em decadência havia décadas: desde 1960, os blaugranas só haviam conquistado o campeonato espanhol duas vezes e perderam como favoritos duas finais de Copa dos Campeões - uma delas na Espanha. As conquistas em série ainda demorariam dois anos, começando com o Espanhol de 1991.
O Barça conseguiria um tetracampeonato seguido em 1994. As conquistas, com transmissões cada vez mais longínquas, aumentariam o número de adeptos da equipe pelo mundo. Koeman foi um dos pilares do chamado Dream Team. Apesar de jogar como defesa central, conseguiu a incrível marca de 87 gols em 264 jogos pelo clube apenas no Espanhol. O mais importante de seus gols foi o que deu ao time seu primeiro título na Copa dos Campeões: de falta, na prorrogação, marcou o único tento na decisão contra a Sampdoria.
O encanto acabaria dois anos depois, em nova final europeia, em que a equipe, semanas após o tetracampeonato, perderia de 0-4 para o Milan. 

### Feyenoord
Koeman deixou o Barcelona no ano seguinte, contratado pelo Feyenoord. 

### Aposentadoria
Veterano, foi bem individualmente, mas não conquistou troféus - o clube de Roterdã já vivia a decadência que terminaria por fazê-lo perder o lugar de segundo maior clube do país para o PSV. Aposentou-se como jogador em 1997.

## Seleção Neerlandesa

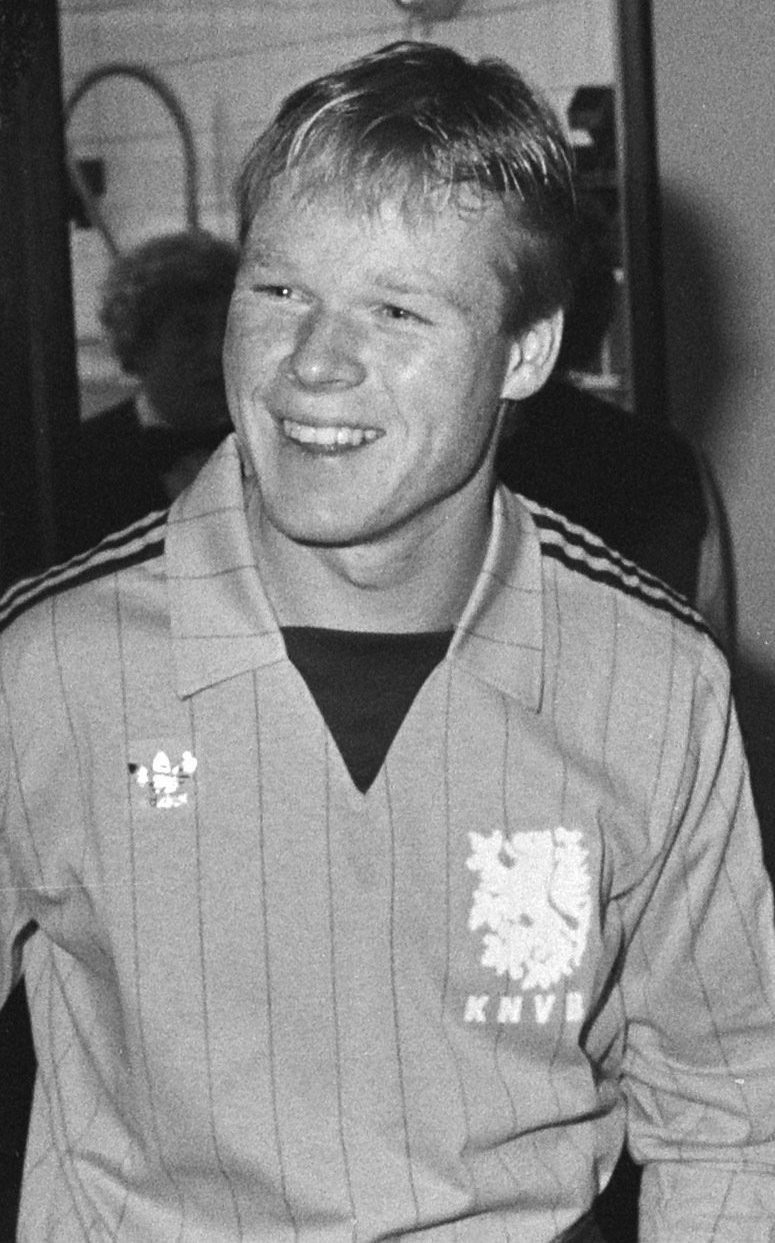
Koeman com a camisa da Seleção Holandesa, em 1983.

Koeman estreou pelos Países Baixos em 1983. A Oranje vinha em crise, com a aposentadoria da geração bivice-campeã mundial na década anterior. Ao lado de seu irmão Erwin Koeman, foi à Eurocopa 1988 e à Copa do Mundo de 1990, onde obtiveram resultados antagônicos: no primeiro, os neerlandeses conseguiram seu primeiro (e único) título em um torneio importante de futebol; no segundo, a mesma equipe-base decepcionou e terminou a competição sem vitórias, eliminada nas oitavas-de-final.
Já sem o irmão, Koeman participaria ainda da Eurocopa 1992 e da Copa do Mundo de 1994, sendo um dos remanescentes do título de 1988 no mundial dos Estados Unidos.

## Carreira como técnico

### Ajax, Benfica, Valencia, Barcelona
Como treinador, conquistou três Campeonatos Neerlandeses (dois pelo Ajax - 2001/2002; 2003/2004 - e um pelo PSV - 2006/2007), uma taça dos Países Baixos pelo Ajax, e a Supertaça Cândido de Oliveira pelo Benfica em Portugal, na sua temporada de estreia em 2005, e uma Copa do Rei pelo Valencia.
Ao comando dos "encarnados", na época 2005-06, acabou em terceiro lugar no Campeonato Português e conseguiu levar o Benfica até às quartas-de-final da Liga dos Campeões. Na Taça de Portugal ficou nas quartas-de-final.

### Southampton
No dia 16 de junho de 2014 assinou com o Southampton, em um contrato válido por três anos.

### Everton
Transferiu-se ao Everton no dia 14 de junho de 2016, firmando contrato por três temporadas.

### Seleção Neerlandesa
Após o fracasso de não se classificar para a Copa do Mundo FIFA de 2018, disputada na Rússia, no dia 6 de janeiro de 2018 Koeman assumiu o comando da Seleção Neerlandesa.

### Barcelona
Após a derrota por 8–2 sofrida pelo Barcelona contra o Bayern, pelas quartas de finais da Liga dos Campeões de 2019–20, o então treinador Quique Setién foi demitido e em 19 de agosto de 2020, Koeman foi confirmado oficialmente como novo técnico do Barcelona, deixando assim o comando da Seleção Neerlandesa.

### Retorno a Seleção Neerlandesa
Após Copa do Mundo FIFA de 2022, no dia 23 de janeiro de 2023, foi anunciado o seu retorno a Seleção Neerlandesa.

## Títulos como Jogador
Groningen
- Campeonato Neerlandês - Segunda Divisão: 1979-80

Ajax
- Campeonato Neerlandês: 1982-83, 1984-85
- Copa dos Países Baixos: 1982-83, 1985-86
- Torneio de Amsterdã: 1985

PSV Eindhoven
- Liga dos Campeões da UEFA: 1987-88
- Campeonato Neerlandês: 1986-87, 1987-88, 1988-89
- Copa dos Países Baixos: 1987-88, 1988-89

Barcelona
- Liga dos Campeões da UEFA: 1991-92
- Supercopa da UEFA: 1992
- Campeonato Espanhol: 1990-91, 1991-92, 1992-93, 1993-94
- Copa do Rei: 1989-90
- Supercopa da Espanha: 1991, 1992, 1994
- Copa da Catalunha: 1990-91, 1992-93
- Torneio Cidade de La Linea: 1991, 1995
- Troféu Festa de Elche: 1989
- Troféu Joan Gamper: 1990, 1991, 1992, 1995
- Troféu Teresa Herrera: 1990, 1993

Seleção Neerlandesa
- Campeonato Europeu de Futebol: 1988

## Títulos como treinador
Ajax
- Eredivisie: 2001–02 e 2003–04
- Copa dos Países Baixos: 2001–02
- Supercopa dos Países Baixos: 2002

Benfica
- Supertaça Cândido de Oliveira: 2005

PSV Eindhoven
- Eredivisie: 2006–07

Valencia
- Copa do Rei: 2007–08

AZ Alkmaar
- Supercopa dos Países Baixos: 2009

Barcelona
- Copa do Rei: 2020–21

Individual
- Rinus Michels Award: 2011–12
- Premier League Manager of the Month: September 2014, January 2015, January 2016[11]